# 아들 (소설)
《아들》(노르웨이어: Sønnen)은 요 네스뵈의 2014년 범죄 스릴러 소설이다. 2008년작 《헤드헌터》에 이은 두 번째 단독 소설. 누명을 쓰고 투옥된 범죄자 소니가 어떤 계기로 탈옥을 하게 되는 이야기를 다룬다. 대한민국에는 2015년 비채에서 노진선 번역으로 출간되었다.